# Irving Fisher

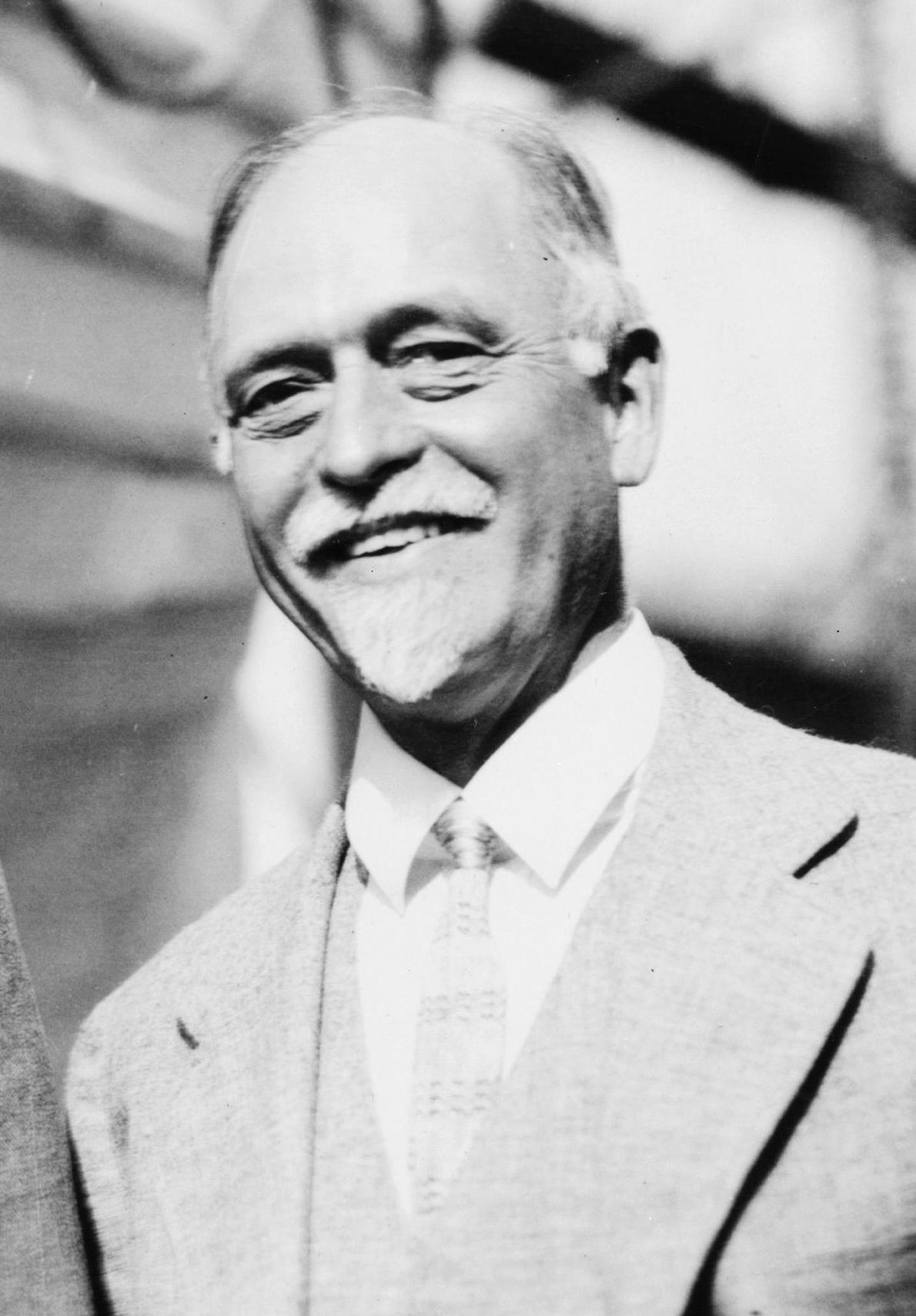
Irving Fisher, 1927

Irving Fisher (* 27. Februar 1867 in Saugerties, New York; † 29. April 1947 in New York City) war ein US-amerikanischer Ökonom.
Er zählt zu den Hauptvertretern der Neoklassik der USA, nimmt jedoch in der Neoklassik eine Sonderrolle ein. Fisher war bereits zu Lebzeiten einem breiten Publikum bekannt. Er ist bekannt für seine Zinstheorie. Außerdem wurden z. B. der Fisher-Effekt, die Fisher-Gleichung, die Fishersche Verkehrsgleichung und das Fisher-Separationstheorem nach ihm benannt.

## Leben

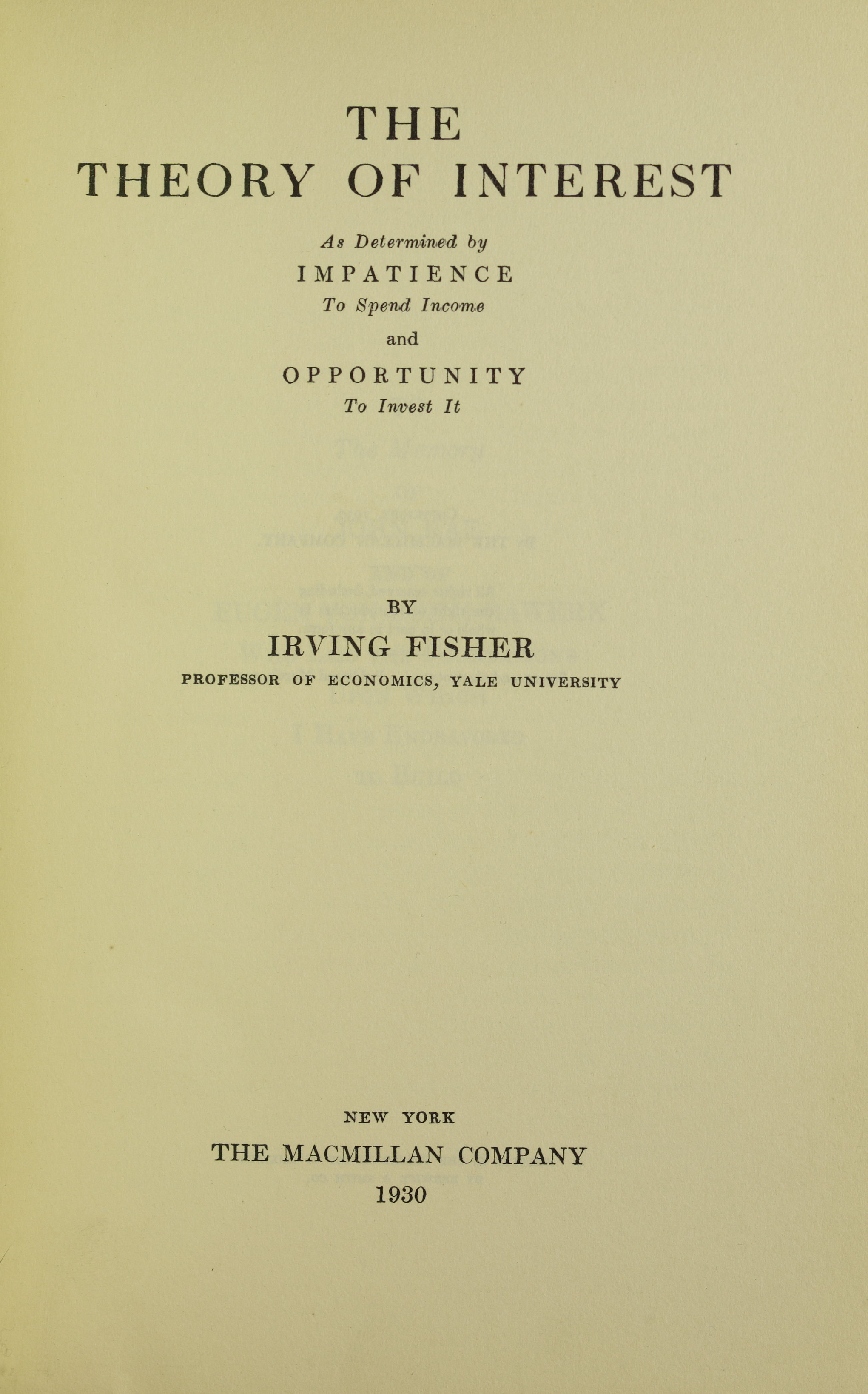
Theory of interest as determined by impatience to spend income and opportunity to invest it, 1930

Fishers Vater war Lehrer und Gemeindepfarrer und erzog seinen Sohn zu dem Glauben, dass er ein nützliches Mitglied der Gesellschaft sein müsse. Irving Fisher zeigte früh eine mathematische Begabung und eine Neigung zum Erfinden. Eine Woche nachdem er an der Yale-Universität zugelassen wurde, starb sein Vater im Alter von 53 Jahren. Trotzdem begann Fisher sein Studium und unterstützte seine Mutter und seinen Bruder finanziell aus seiner Lehrtätigkeit als Tutor.
Fishers stärkstes Fach war Mathematik, aber Volkswirtschaftslehre entsprach mehr seinen Vorstellungen davon, einen Beitrag zur Gesellschaft zu leisten. Für seine Karriere und seine Dissertation entschied er sich, beides zu verbinden, und arbeitete auf dem Gebiet der mathematischen VWL. 1891 erhielt er den ersten Doktorgrad in Ökonomie, der an der Yale University verliehen wurde. Seine Doktorväter waren der Physiker Josiah Willard Gibbs und der Ökonom William Graham Sumner. Als Fisher mit seinen Arbeiten begann, war ihm nicht klar, dass es bereits substantielle Beiträge auf dem Gebiet der mathematischen Ökonomie gab. Allerdings erreichten seine Arbeiten sehr schnell ein hohes Niveau, und seine Beiträge wurden auch von europäischen Ökonomen als erstklassig aufgefasst.
1898 – Fisher war bereits Professor an der Yale University und verheiratet – wurde bei Fisher Tuberkulose diagnostiziert. Nach einem dreijährigen Sanatoriumsaufenthalt kehrte er zu seiner Arbeit zurück. In der Öffentlichkeit wurde er durch ein Buch bekannt, das sich mit Fragen von Gesundheit und Hygiene beschäftigt. Fisher war außerdem ein überzeugter Eugeniker.
Im Jahr 1918 stand Fisher der American Economic Association als gewählter Präsident vor. Seit 1927 war er Mitglied der American Philosophical Society.
Durch den großen Börsenkrach von 1929 und die sich anschließende Weltwirtschaftskrise verlor Fisher sein Vermögen, das er sich mit seiner Kartenindex-Erfindung, einem Vorläufer von Rolodex, erarbeitet hatte. Wenige Tage vor dem Börsenkrach machte Fisher – der auch ein Unterstützer des damaligen Präsidenten Herbert Hoover war – seine berühmte Aussage, dass „Aktienkurse ein – wie es scheint – dauerhaft hohes Niveau erreicht haben.“ Selbst in den Monaten nach dem Börsencrash fuhr er fort, Investoren zu versichern, dass eine Erholung bald kommen würde. Als die Weltwirtschaftskrise auf ihrem Höhepunkt war, begann er vor den wirtschaftlichen Gefahren der Deflation zu warnen. Das Preisniveau blieb zentral in seinem Denken, aber seine Schulden-Deflationstheorie betonte die steigende reale Last von Schulden bei fallendem Preisniveau. Die Analyse konnte nicht überzeugen, und diejenigen, die nach neuen Ideen suchten, wandten sich stattdessen den Ideen von Keynes zu.
In den 1930er Jahren befürwortete Fisher die Idee eines Vollreserve-Systems. Nachdem der Chicago Plan nicht umgesetzt wurde, verbrachte er den Rest seines Lebens damit, als Lobbyist den Kongress und die Öffentlichkeit von „100%-Money“ zu überzeugen. In den Jahren 1932/33 unterstützte er die Idee des umlaufgesicherten Geldes von Silvio Gesell. Nach erfolglosen Bemühungen, die Roosevelt-Administration davon zu überzeugen, verfasste er unter dem Titel „Stamp Scrip“ ein Handbuch zur lokalen Einführung des Klebemarkengeldes.
Fisher war immer sehr darum besorgt, Leben in seine Analysen zu bringen. Obwohl seine Bücher und Artikel von für seine Zeit ungewöhnlicher mathematischer Natur waren, gelang es ihm doch, seine Theorie einleuchtend zu präsentieren. Sein Nachlass befindet sich in der Bibliothek der Yale University.

## Forschung
Geldtheorie
Seine Forschungsarbeiten zur Grundlagentheorie berührten noch nicht die sozialen Fragen seiner Zeit. Dies änderte sich jedoch, als sich Fisher Fragen der Geldtheorie zuwandte, die zum Mittelpunkt seines Werkes wurden. Zum Ende des 19. Jahrhunderts gab es in den USA Uneinigkeit über die Frage des Geldstandards: sollte der Wert des Dollars den Marktkräften überlassen bleiben oder an den Wert einer bestimmten Menge von Silber oder Gold gebunden werden, oder eine Kombination aus beidem? Eine Bindung an Silber (oder Gold) ohne Begrenzung der Prägungsmenge war insbesondere im Interesse von Minenbesitzern im Westen der USA sowie von Farmern, die sich von einer Geldexpansion eine Steigerung der Preise von Farmerzeugnissen versprachen. Ebenso erhofften sich Schuldner eine reale Entlastung im Zuge einer Geldmengenexpansion (Freisilberbewegung).
Phillips-Kurve vorweggenommen
Fisher beschäftigte sich darüber hinaus mit einer abstrakten Analyse des Verhaltens von Zinssätzen bei sich veränderndem Preisniveau und nahm damit die Erkenntnisse der Phillips-Kurve vorweg. Während mehr als vierzig Jahren arbeitete Fisher an seiner Vorstellung von den schadhaften Wirkungen eines „Tanz des Dollars“ und entwarf Wege, um das Preisniveau zu stabilisieren. Statistische Analysen spielten eine entscheidende Rolle, um zu begründen, warum das Preisniveau einer Stabilisierung bedurfte. Fisher war einer der Pioniere in der Anwendung der Korrelationsanalyse in der VWL, und in den 1920er Jahren führte er die Technik der „distributed lag analysis“ ein. Einer seiner Artikel über den statistischen Zusammenhang zwischen Arbeitslosigkeit und Änderungen des Preisniveaus wurde 1973 wiederaufgelegt und im Journal of Political Economy unter dem Titel „I discovered the Phillips curve“ (Ich entdeckte die Phillips-Kurve) veröffentlicht.
Zinstheorie
Er unterstrich die Trennung von realen und nominalen Zinssätzen, eine Trennung, die heutzutage fundamental ist für die Analyse von Inflation.
Geldillusion
Fisher glaubte, dass Menschen in unterschiedlicher Weise der Geldillusion unterlägen: Sie haben Schwierigkeiten damit, hinter das Geld und auf die Güter zu schauen, die sich mit Geld kaufen lassen. In einer Idealwelt würden sich Veränderungen im Preisniveau nicht auf Produktion und Beschäftigung auswirken, aber in der Realität der Geldillusion konnten Inflation und Deflation ernsthaften Schaden anrichten.
Indexzahlen
Indexzahlen spielten eine bedeutende Rolle in seinen Techniken als Geldtheoretiker, und sein Buch The Making of Index Numbers war ein einflussreicher Beitrag.
Klassiker der Volkswirtschaftslehre
Fisher war ein sehr produktiver Autor, der theoretische Abhandlungen verfasste und gleichzeitig in journalistischen Beiträgen die Probleme des Ersten Weltkriegs, der goldenen zwanziger Jahre und der Weltwirtschaftskrise in den 1930er Jahren aufgriff. Sein bekanntestes Buch The Purchasing Power of Money (1911) legte die Quantitätstheorie aus – seine Erklärung der Bestimmungsgründe des Preisniveaus – und sein immer noch beachtetes Buch „Theory of Interest“ (1930) fasste seine Sichtweise der Effekte von Preisniveau auf den Zinssatz ebenso zusammen wie die realen Kräfte unter den nominalen Größen.

## Einsatz für Gesundheitskampagnen und Eugenik
Gesundheitskampagnen
1898 wurde bei Fisher Tuberkulose festgestellt, an der schon sein Vater gestorben war. Die drei Jahre, die er zur Gesundung in einer Heilanstalt verbrachte, führten ihn dazu, sich aktiv für einen gesunden Lebensstil der Bevölkerung einzusetzen. Er wurde zum Mitbegründer des Instituts zur Verlängerung des Lebens (Life Extension Institute), unter dessen Schirmherrschaft er 1915 seinen Bestseller How to Live: Rules for Healthful Living Based on Modern Science veröffentlichte. Er befürwortete unter anderem regelmäßige körperliche Betätigung und die Vermeidung von rotem Fleisch, Tabak und Alkohol.
Wissenschaftliche Erkenntnisse über die Gesundheitsschädlichkeit des Rauchens
Die hier dargestellten wissenschaftlichen Erkenntnisse gegen das Rauchen stellte er erneut 1924 in einem Artikel des Reader’s Digest dar. Fischer verglich die Wirkung des Nikotins mit anderen Drogen und stellte Tier-Experimente dar, die die arteriosklerotische und toxische Wirkung des Rauchens bewiesen hatten. Aufgrund seiner statistischen Forschungen war ihm auch der Zusammenhang zwischen Nikotinmissbrauch und erhöhter Sterblichkeit bekannt. Außerdem stellte er Untersuchungen zur sportlichen Leistung an und stellte fest, dass Leistungsfähigkeit und Lungenkapazität durch das Rauchen gemindert wurden.
Unterstützung des Alkoholverbots
Fisher unterstützte das gesetzliche Alkoholverbot und verteidigte es in mehreren Broschüren mit dem Hinweise auf die Folgen für die Volksgesundheit und die wirtschaftliche Leistungsfähigkeit.
Eugenik
Er verteidigte auch die Prinzipien der Eugenik und wirkte im wissenschaftlichen Rat der offiziellen Behörde für Eugenik mit. Er war auch der erste Präsident der Amerikanischen Gesellschaft für Eugenik.
Schizophreniebehandlung
Als seine Tochter Margaret an Schizophrenie erkrankte, ließ Fischer sie im New Jersey State Hospital at Trenton behandeln. Direktor dieser Einrichtung war der Psychiater Henry Cotton. Cotton vertrat die „focal Sepsis“- Theorie, die Geisteskrankheiten auf Infekte in den Zahnwurzeln, im Darm und anderen Organen zurückführte. Cotton befürwortete die chirurgische Entfernung des infizierten Gewebes. Margaret Fisher wurden dementsprechend Teile ihres Darms entfernt, was zu ihrem Tode führte. Irving Fisher blieb jedoch weiterhin von der Richtigkeit der Behandlung überzeugt.

## Veröffentlichungen
- Mathematical Investigations in the Theory of Value and Prices. 1892 (Digitalisierte 2. Auflage von 1926 unter: urn:nbn:de:s2w-12372)
- Appreciation and interest. Macmillan, New York 1896
- A brief introduction to the infinitesimal calculus, designed especially to aid in reading mathematical economics and statistics. Macmillan, New York / London 1897
  - Kurze Einleitung in die Differential und Integralrechnung (Infinitesimalrechnung). B. G. Teubner, Leipzig 1904
- The Nature of Capital and Income. Macmillan, New York / London 1906
- The Rate of Interest. Macmillan, New York 1907 (PDF; 14,86 MB (PDF; 14,9 MB) )
- Introduction to Economic Science. Macmillan, New York 1910
- The Purchasing Power of Money: Its Determination and Relation to Credit, Interest and Crises. Macmillan, New York 1911
  - Die Kaufkraft des Geldes. Ihre Bestimmung und ihre Beziehung zu Kredit, Zins und Krisen. G. Reimer, Berlin 1916
- Elementary Principles of Economics. Macmillan, New York 1911
- Why is the Dollar Shrinking? A study in the high cost of living. Macmillan, New York 1914
- After the war, what? A plea for a league of peace. The Church Peace Union, New York 1914
- mit Eugene Lyman Fisk: How to Live. Rules for healthful living based on modern science. Funk & Wagnalls, 1915 (How to Live im Project Gutenberg)
  - Lebe richtig. Ein Wegweiser zu gesunder Lebensführung nach modernen wissenschaftlichen Grundsätzen. O. Lautenbach, Bad Buckow/Leipzig 1937
- Stabilizing the Dollar. A plan to stabilize the general price level without fixing individual prices. Macmillan, New York 1920
  - Der schwankende Geldwert. Seine Ursachen und Folgen und Vorschläge zu seiner Beseitigung. de Gruyter & Co., Berlin 1924
- Dollar Stabilization. In: Encyclopædia Britannica. Band XXX. 1920, S. 852 f.
- The Making of Index Numbers. A study of their varieties, tests and reliability. Houghton Mifflin, Boston/New York 1922
- A Statistical Relation Between Unemployment and Price Change. In: International Labour Review. 1926
- Prohibition at its Worst. Macmillan, New York 1926
  - Die Krisis der Prohibition. Neuland-Verlag, Berlin 1929
- The Money Illusion. Adelphi, New York 1928
  - Die Illusion des Geldes. Reimar Hobbing, Berlin 1928
- The Stock Market Crash – and After. Macmillan, New York 1930
- The „noble experiment“. Alcohol Information Committee, New York 1930
  - Amerikas verdienstvoller Versuch. Neuland-Verlag, Berlin 1932
- The Theory of Interest. As Determined by Impatience to Spend Income and Opportunity to Invest It. Macmillan, New York 1930 (Digitalisierte Ausgabe unter: urn:nbn:de:s2w-12364)
  - Die Zinstheorie. Fischer, Jena 1932
- Booms and Depressions. Some first principles. Adelphi, New York 1932
- The debt-deflation theory of great depressions. In Econometrica, 1933; fraser.stlouisfed.org (PDF; 2,3 MB)
- mit Herbert Wescott Fisher: Inflation? Adelphi, New York 1933
- mit Hans R. L. Cohrssen & Herbert Wescott Fisher: Stamp Scrip. Adelphi, New York 1933
- mit Hans R. L. Cohrssen: Stable Money. A history of the movement. Adelphi, New York 1934
  - Feste Währung. Zur Entwicklungsgeschichte der Idee. Lautenbach, Uchtdorf/Weimar/Leipzig 1937
- 100% Money. Adelphi, New York 1935
  - 100%-Geld. Gauke, Kiel 2007, ISBN 3-87998-451-4
- The Works of Irving Fisher. Herausgegeben von William J. Barber u. a. 14 Bände. Pickering & Chatto, London 1997